# Círculo de Leitores
Der Círculo de Leitores (dt. etwa: Leser-Kreis) ist ein portugiesischer Buchclub und Verlag.
Er ist der einzige Buchclub des Landes. Sitz des Unternehmens ist Lissabon. Das Mitarbeiternetz erstreckt sich über das gesamte Land. 
Gegründet wurde der Círculo de Leitores 1971 und war seither Tochterunternehmen der Direct Group Bertelsmann. 2010 wurde das Unternehmen von der Verlagsgruppe Porto Editora erworben.
Die Zahl der Mitglieder hat in den letzten Jahren kontinuierlich abgenommen und erreichte 2010 die Zahl von 250.000, nach über 300.000 noch 2006.